# Calicogorgia sibogae
Calicogorgia sibogae är en korallart som beskrevs av Stiasny 1941. Calicogorgia sibogae ingår i släktet Calicogorgia och familjen Acanthogorgiidae. Inga underarter finns listade i Catalogue of Life.